# Station Langon
Station Langon is een spoorwegstation in de Franse gemeente Langon.